# Fa'afafine
Fa'afafine é um terceiro gênero específico da cultura de Samoa. As Fa'afafine são pessoas atribuídas como do sexo masculino ao nascer que na infância por imposição familiar é escolhido para se tornar um fa'afafine, pela sua natureza, por assumir o papéis femininos, o que na sociedade tradicional de Samoa não é desencorajado. A palavra fa'afafine inclui o prefixo causativo "fa'a", que significa "à maneira de", e a palavra "fafine", que significa "mulher", e se assemelha com outras linguagens da Polinésia como o tonganês "fakafefine" ou "fakaleiti", o maori "whakawahine", e o havaiano "mahu". A gíria de Samoa "mala" para faafafine ou gay é de menor utilização, sendo uma abjeta derivação da bíblia samoana.